# Chennai Port
Chennai Port är en hamn i Indien.   Den ligger i distriktet Chennai och delstaten Tamil Nadu, i den södra delen av landet, 1 800 km söder om huvudstaden New Delhi. Chennai Port ligger 10 meter över havet.  Närmaste större samhälle är Madras, 1,3 km väster om Chennai Port.